# Gunan – König der Barbaren
Gunan – König der Barbaren (Originaltitel: Gunan il guerriero) ist ein italienischer Fantasyfilm, einer der ersten Rip-Offs von Conan der Barbar. Der Film hatte am 20. Mai 1983 Deutschland-Premiere. Er erhielt vernichtende Kritiken und gilt als Klassiker des Trashfilms.

## Handlung
Während eines Überfalls auf ein Dorf kann eine Frau die gerade geborenen Zwillinge des Oberhauptes Mevian in Sicherheit bringen. Mevian wurde zuvor vorhergesagt, dass einer seiner Söhne dazu ausersehen sei, gegen das Böse zu kämpfen. Als einer der Söhne von den schon anfangs mordenden Übeltätern zum Tode befördert wird, nimmt der andere den Kampf gegen die Feinde auf. Gunan verliebt sich in das Mädchen Lenni, doch diese wird von der eifersüchtigen Amazone Marga entführt und dem Oberbösewicht Nuriak übergeben. Es gelingt Gunan schließlich Lenni zu befreien und den Sieg davonzutragen.

## Kritik
„Ein plattes und ziemlich einfältiges Plagiat von Conan, der Barbar – nur noch dümmer.“

„Der Film hinterläßt den Eindruck, als sei er von Amateuren mit Laiendarstellern im Kölner Vorgebirge gedreht worden.“

„Eine trivial-dümmliche, filmisch einfallslos inszenierte Geschichte, die sich des Prinzips eines sehr vulgären Sozial-Darwinismus bedient, nach welchem der Stärkere überleben darf.“

## Hintergrund
Der Film spielte in Italien 147 Millionen Lire ein.